# St. Henry
St. Henry és una població dels Estats Units a l'estat d'Ohio. Segons el cens del 2000 tenia 2.271 habitants.

## Demografia
Segons el cens del 2000, St. Henry tenia 2.271 habitants, 727 habitatges, i 591 famílies. La densitat de població era de 608,9 habitants per km².
Dels 727 habitatges en un 45,4% hi vivien nens de menys de 18 anys, en un 75,1% hi vivien parelles casades, en un 3,9% dones solteres, i en un 18,6% no eren unitats familiars. En el 17,2% dels habitatges hi vivien persones soles el 9,2% de les quals corresponia a persones de 65 anys o més que vivien soles. El nombre mitjà de persones vivint en cada habitatge era de 3,12 i el nombre mitjà de persones que vivien en cada família era de 3,57.
Per edats la població es repartia de la següent manera: un 35,8% tenia menys de 18 anys, un 7,5% entre 18 i 24, un 27,6% entre 25 i 44, un 16,9% de 45 a 60 i un 12,2% 65 anys o més.
L'edat mediana era de 30 anys. Per cada 100 dones de 18 o més anys hi havia 100,4 homes.
La renda mediana per habitatge era de 49.821 $ i la renda mediana per família de 56.650 $. Els homes tenien una renda mediana de 40.325 $ mentre que les dones 24.438 $. La renda per capita de la població era de 18.294 $. Aproximadament el 2,8% de les famílies i el 3,6% de la població estaven per davall del llindar de pobresa.

## Poblacions properes
El següent diagrama mostra les poblacions més properes.